# Saint-Benjamin
| Saint-Benjamin                  |                       |
| Saint-Benjamin.jpg              |                       |
| Coordenadas: 46°17' N 70°36'W   |                       |
| Província                       | Quebec                |
| Região administrativa           | Chaudière-Appalaches  |
| Incorporado em                  | 9 de janeiro de 1897  |
| Prefeito                        | Richard Turcotte      |
| Código postal                   | G0M 1N0               |
|                                 |                       |
| Área                            |                       |
| - Cidade                        | 110,53 km², 42,7 mi²  |
| Fuso horário                    | UTC -5                |
| População (2006)                |                       |
| - Cidade                        | 902                   |
| - Densidade                     | 8 hab/km², 21 hab/mi² |
| Website: www.st-benjamin.qc.ca/ |                       |

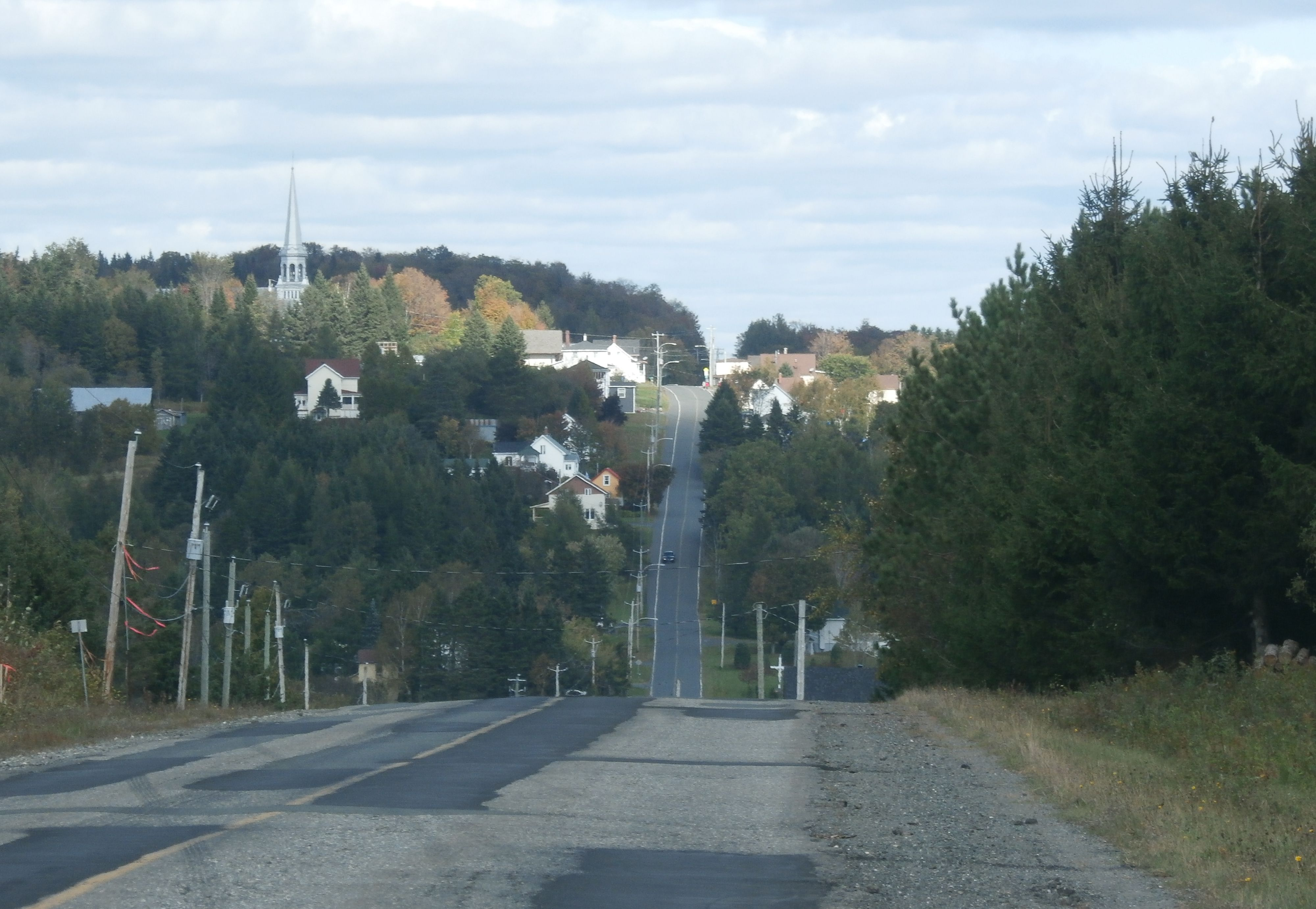
Vila de Saint-Benjamin.

Saint-Benjamin é um município canadense do conselho municipal regional de Les Etchemins, Quebec, localizado na região administrativa de Chaudière-Appalaches. Em sua área de pouco mais de 110 km², habitam cerca de novecentas pessoas. Tem seu nome em homenagem ao reverendo Benjamin Demers, fundador da paróquia em 1895.